# Период между световните войни
Периодът между световните войни е периодът между Първата световна война и Втората световна война, като обхваща годините от 1919 до 1939 г.
За означаването на периода рядко се използва терминът Интербеллум (от латински: inter – между, и bellum – война), нарича се още междувоенен период.

## Характеристика
Характеризира се с редица важни исторически процеси. Продължаващото развитие и разширяване на масовия транспорт като самолети и автомобили, допринасят за това отделните страни и светът като цяло да станат още „по-близки“. Този процес оказва въздействие върху политическите системи в страните и засяга отношенията между тях. След Първата световна война по същество оцелява само една-единствена империя – Британската, докато останалата част от европейските сили се разпадат до многобройни разкъсани части. Дори Британската империя е отслабена от вътрешни и външни причини.

## България
- Голямата транспортна стачка от 1919-20 г. и Оранжевата гвардия на БЗНС
- Деветоюнски преврат от 1923 г. и последвалото го Септемврийско въстание през същата година.
- Атентат в църквата „Света Неделя“ 1925 г.
- Деветнадесетомайски преврат от 1934 г.